# Borg, Söderhamns kommun
Borg är en ort i Norrala socken i Söerhamns kommun belägen norr om Söderhamn. Norr om den äldre bebyggelsen har ett småhusområde uppförts och för det området har SCB avgränsat en småort namnsatt till Borg (norra delen).